# اتحادیه دو و میدانی اروپا
اتحادیه دو و میدانی اروپا (انگلیسی: European Athletic Association) سازمان اداره‌کننده ورزش دو و میدانی در اروپا است.
این سازمان که در سال ۱۹۶۹ تأسیس شده‌است دارای ۵۱ عضو می‌باشد و مقر آن در شهر لوزان، سوئیس قرار دارد.

## مسابقات
- مسابقات قهرمانی دو و میدانی اروپا
- مسابقات قهرمانی دو و میدانی داخل سالن اروپا
- مسابقات قهرمانی دو صحرانوردی اروپا
- مسابقات قهرمانی دو و میدانی زیر ۲۳ سال اروپا
- مسابقات قهرمانی دو و میدانی زیر ۲۰ سال اروپا
- مسابقات قهرمانی دو و میدانی زیر ۱۸ سال اروپا
- مسابقات قهرمانی دو و میدانی تیمی اروپا
- جام پیاده‌روی سرعت اروپا
- جام ۱۰٬۰۰۰ متر اروپا
- جام پرتاب اروپا (دو و میدانی)
- مسابقات قهرمانی دو کوهستان اروپا
- جام رویدادهای ترکیبی اروپا

## اعضا
دو و میدانی اروپا هم‌اکنون دارای ۵۱ عضو است که کشور کوزوو در سال ۲۰۱۵ به آن پیوسته‌است.

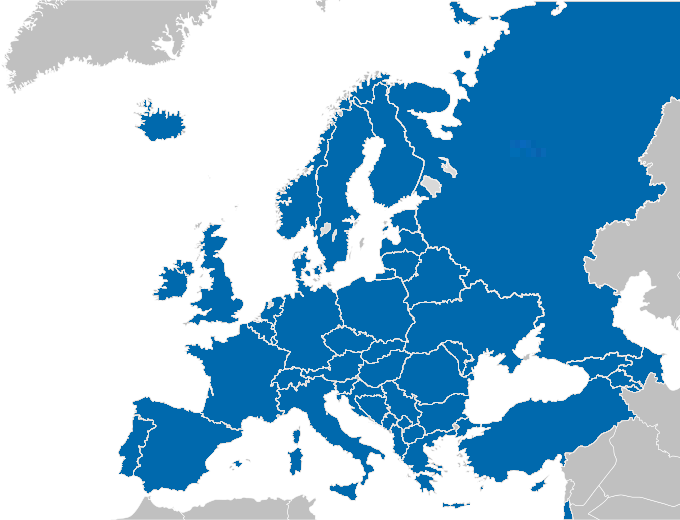
اعضای اتحادیه دو و میدانی اروپا

- Albanian Athletics Federation
- Andorran Athletics Federation
- Armenian Athletic Federation
- Austrian Athletics Federation
- Azerbaijan Athletics Federation
- Belarus Athletic Federation
- فدراسیون سلطنتی دو و میدانی بلژیک
- Bosnia and Herzegovina Athletic Federation
- Bulgarian Athletic Federation
- Croatian Athletics Federation
- Amateur Athletic Association of Cyprus
- Czech Athletics Federation
- Danish Athletics Federation
- اتحادیه دو و میدانی استونی
- Finnish Amateur Athletic Association
- فدراسیون دو و میدانی فرانسه
- Athletic Federation of Georgia
- اتحادیه دو و میدانی آلمان
- Gibraltar Amateur Athletic Association
- فدراسیون دو و میدانی بریتانیا
- Hellenic Amateur Athletic Association
- اتحادیه دو و میدانی مجارستان
- Icelandic Athletic Federation
- Athletics Ireland
- Israeli Athletic Association
- Italian Athletics Federation
- Kosovo Athletic Federation
- Latvian Athletics Association
- Liechtenstein Association of Athletics Federations
- Athletics Federation of Lithuania
- Luxembourg Athletics Federation
- Athletic Federation of Macedonia
- Malta Amateur Athletic Association
- Athletics Federation of Moldova
- Monegasque Athletics Federation
- Athletic Federation of Montenegro
- Royal Dutch Athletics Federation
- اتحادیه دو و میدانی نروژ
- اتحادیه دو و میدانی لهستان
- Portuguese Athletics Federation
- Romanian Athletics Federation
- فدراسیون دو و میدانی روسیه[۳]
- San Marino Athletics Federation
- Athletics Federation of Serbia
- Slovak Athletic Federation
- Athletic Federation of Slovenia
- فدراسیون سلطنتی دو و میدانی اسپانیا
- اتحادیه دو و میدانی سوئد
- Swiss Association of Athletics Federations
- Turkish Athletic Federation
- Ukrainian Athletic Federation